# Up (Amy Diamond-låt)
Up är Amy Diamonds andra singel från albumet Swings And Roundabouts. Låten var 4:e plats på Sverigetopplistan. 

## Live
Amy framförde låten på Världens Barn Gala, 16 oktober 2009. Låten gjordes också ett särskilt program för barn Bobster och på morgonen program Nyhetsmorgon.

## Listplaceringar
| Lista (2009) | Position |
| ------------ | -------- |
| Sverige      | 4        |